# Holopleuridia testudinea
Holopleuridia testudinea is een keversoort uit de familie somberkevers (Zopheridae). De wetenschappelijke naam van de soort werd in 1863 als Zanclea testudinea gepubliceerd door Francis Polkinghorne Pascoe.